# 전수방위
전수방위(일본어: 専守防衛 센슈보에이[*], 영어: Exclusively Defense)란 제2차 세계대전 이후 일본국의 독자적인 방위전략의 기본자세였다.
1954년(쇼와 29년) 자위대와 방위청이 발족하고, 이듬해 쇼와 30년에 당시 방위청장관 스기하라 아라타(하토야마 이치로의 외교브레인. 일소국교정상화에 공헌함)가 국회에서 답변했을 때(제22 국회 중의원 내각위원회 의사록) 이 표현이 처음 거론되었다. 또한 전전 시대부터 전수방위라는 숙어 자체는 존재하였다. 이후 나카소네 야스히로가 방위청 장관이던 1970년(쇼와 45년) 「방위백서」가 초간되면서 정식 용어로서 기재되었다.
1981년(쇼와 56년) 백서에서 “전수방위”란 상대로부터 무력공격을 받았을 때 비로소 방위력을 행사하고, 그 양태도 자위를 위한 필요최소한에 그치고, 또한 보유하는 방위력도 자위를 위한 필요최소한으로 제한하는 등 평화헌법 정신에 입각한 수동적인 방위전략의 자세로서 기재되었다. 이후 국회에서의 내각 각의 결정답변 등에서 이러한 정의로서 표현이 사용되고 있다.
일본의 방위는 미일안전보장조약을 기축으로 하여 일본의 자위대와 주일미군에 의해 지켜지는 것이다. 그래서 선제공격, 적기지 공격능력, 집단적 자위권, 자위대 해외파견 등이 논의됨과 더불어 전수방위는 형해화되게 되었다.
유사 사례로 일본과 함께 2차대전 패전국이었던 독일은 의회의 승인을 얻었다면 해외파병이 위헌이 아니라고 헌재에서 판단하였다. 그러나 독일 국민은 그러한 해외파병이 평화군의 재건임무와 같은 것이라고 기대하고 있으며, 독일 병사가 현지인 살해에 가담하거나 자군의 전사자가 발생하는 것에 대한 정당성과 의의에 대한 논쟁이 있어왔다.